# Effert (Neunkirchen-Seelscheid)
Effert ist ein Ortsteil der Gemeinde Neunkirchen-Seelscheid im Rhein-Sieg-Kreis.

## Lage
Effert liegt auf einem Bergscheid des Bergischen Landes im westlichsten Teil der Gemeinde. Die Anhöhe wird vom Naafbach und Wenigerbach gebildet. Nachbarorte sind Rengert im Norden und Wahlen im Westen.

## Geschichte
Das Dorf gehörte bis 1969 zur Gemeinde Seelscheid.
1830 hatte Efferth 24 Einwohner. 1845 hatte der Hof 27 evangelische Einwohner in fünf Häusern. 1888 gab es 35 Bewohner in sechs Häusern.
1901 hatte der Weiler 35 Einwohner. Verzeichnet sind die Ackerer Heinrich, Witwe Johann Dietrich und Robert Färber, Ackerer Daniel Haas, Ackerer Johann Peter Lindenberg, Schreiner Karl Naaf und Ackerer Karl Schiffbauer.
1910 wohnten in Effert die Familien Heinrich und Robert Färber, Winand Frackenpohl, Daniel Haas, Karl Naaf und Karl Schiffer. Alle bis auf den Schreiner Naaf waren Ackerer, Heinrich Färber war zudem Bergmann, vermutlich in der Winterzeit in der im Tal liegenden Grube Walpot.